# Stanley Anderson
Stanley Anderson (ur. 23 października 1939, zm. 24 czerwca 2018) – amerykański aktor filmowy i telewizyjny.

## Życie prywatne
W 1966 r. poślubił Judith Susan Long, z którą miał jednego syna. Zmarł 24 czerwca 2018, w wieku 78 lat, sześć tygodni po zdiagnozowaniu u niego nowotworu mózgu.

## Filmografia

### Filmy
| Rok  | Tytuł                     | Rola                    |
| ---- | ------------------------- | ----------------------- |
| 1991 | Oszukana                  | detektyw Kinsella       |
| 1991 | Syn Gwiazdy Porannej      | Ulysses S. Grant        |
| 1991 | Jego zdaniem, jej zdaniem | Bill Weller             |
| 1993 | Umrzeć przed świtem       | Ike                     |
| 1993 | Raport Pelikana           | Edwin Sneller           |
| 1993 | RoboCop 3                 | Zack                    |
| 1995 | Operacja Bekon            | Edwin S. Simon          |
| 1996 | Lęk pierwotny             | Richard Rushman         |
| 1997 | Spisek                    | Toyanbee                |
| 1998 | Armageddon                | prezydent               |
| 2000 | Przebudzenie miłości      | ojciec Fieldinga        |
| 2000 | Wyrok mediów              | Alan Hughes             |
| 2000 | Wczorajsze dzieci         | dr Christopher Garrison |
| 2000 | Dowód życia               | Jerry                   |
| 2000 | Dzieciak                  | Bob Riley               |
| 2002 | 40 dni i 40 nocy          | ojciec Maher            |
| 2002 | Czerwony smok             | Jimmy Price             |
| 2002 | Spider-Man                | generał Slocum          |
| 2002 | Simone                    | Frank Brand             |
| 2003 | Legalna blondynka 2       | Michael Blaine          |
| 2003 | Ława przysięgłych         | Henry Jankle            |

### Seriale
| Rok  | Tytuł           | Rola          |
| ---- | --------------- | ------------- |
| 1996 | Dangerous Minds | Bud Bartkus   |
| 1997 | Lśnienie        | Delbert Grady |